# لكمة ظلمان

تعديل مصدري - تعديل

لكمة ظلمان هي إحدى قرى عزلة القارة بمديرية رصد التابعة لمحافظة أبين، بلغ تعداد سكانها 54 نسمة حسب تعداد اليمن لعام 2004.